# Esecuzioni della Piazza della Città Vecchia
Le esecuzioni della Piazza della Città Vecchia fu un'esecuzione di massa di 27 capi della Rivolta Boema che ebbe luogo il 21 giugno 1621 nella Piazza della Città Vecchia di Praga.
Dopo la rivolta protestante negli stati boemi contro gli Asburgo e la sconfitta dei rivoltosi nella Battaglia della Montagna Bianca, gli Asburgo decisero di prendersi una rivincita esemplare di fronte a tutta la popolazione, facendo decapitare nella piazza centrale del paese 3 nobili, 7 cavalieri e 17 borghesi, mentre altri ebbero pene minori o vennero perdonati infine.

## Esecuzione
Le preparazioni per l'esecuzione inziarono il 18 giugno. Fu innalzato sulla Piazza della Città Vecchia un palco largo ventidue passi, alto quattro gomiti e recinto da una ringhiera di legno. Questo palco fu unito con un ponticello a un balcone del municipi e ricoperto con un drappo nero. La piazza, per la sua drammaticità, fu citata in una poesia di Machar, in cui afferma che aveva un aspetto da Venerdì Santo. L'esecuzione ebbe inizio alle 5 del 21 giugno e durò quattro ore. Il primo a essere decapitato fu Joachim Andreas von Schlick. A seguire ci fu l'esecuzione di Jan Jesenius, a cui il boia, Jan Mydlář, gli tagliò la lingua. Fu dopo decapitato e il suo corpo squartato. La pena era decisamente peggiore rispetto alle altre per due ragioni: aveva persuaso Ungheria a separarsi dall'imperatore e aveva scritto un trattato politico-filosofico, Pro vindiciis contra tyrannos, che tratta il diritto del popolo alla resistenza contro un sovrano che si comporta come un tiranno, andando contro Ferdinando II, in duplice figura di re e imperatore, nei territori soggetti alla dinastia degli Asburgo. 

## Elenco dei decapitati

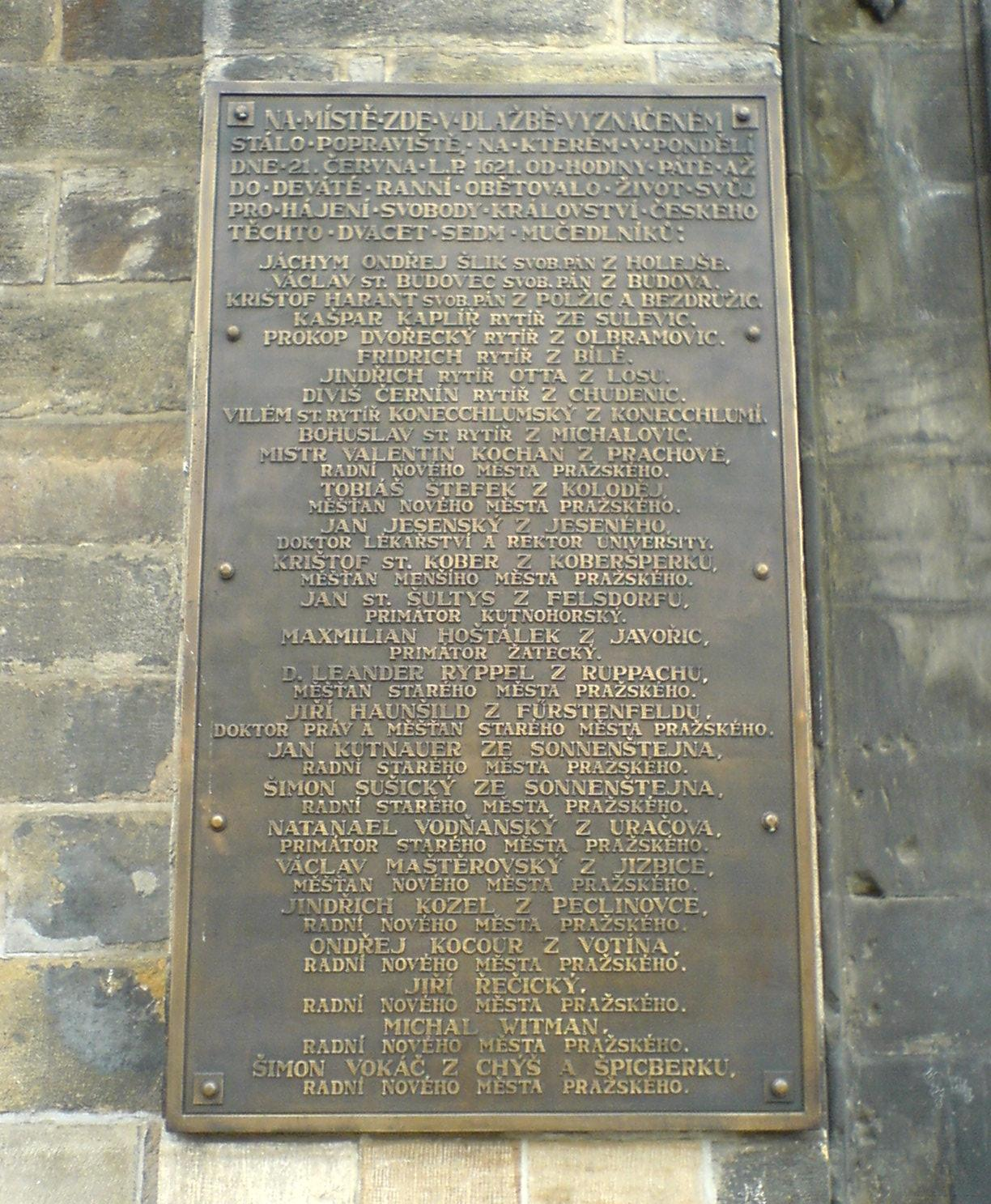
Placca memoriale coi nomi di coloro che vennero decapitati

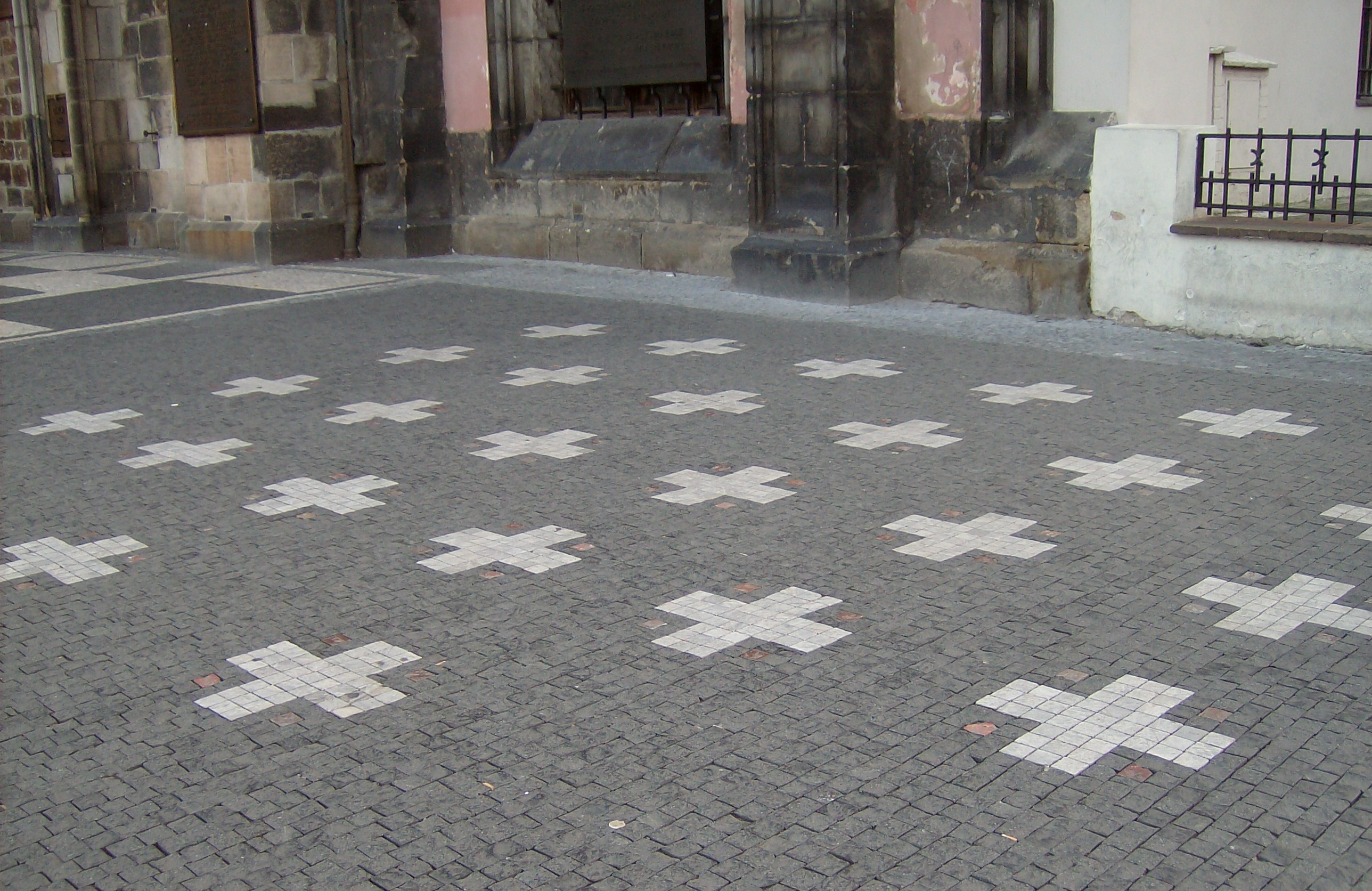
27 croci in pietra poste nella pavimentazione della piazza nel luogo delle esecuzioni a ricordare i morti per la causa

| 1. Joachim Andreas von Schlick 2. Václav Budovec z Budova 3. Kryštof Harant z Polžic a Bezdružic 1. Kašpar Kaplíř ze Sulevic 2. Prokop Dvořecký z Olbramovic 3. Fridrich z Bílé 4. Jindřich Otta z Losu 5. Diviš Černín z Chudenic 6. Vilém Konecchlumský z Konecchlumí 7. Bohuslav z Michalovic | 1. Valentin Kochan z Prachové 2. Tobiáš Štefek z Koloděj 3. Jan Jesenius 4. Kryštof Kobr z Koberštejna 5. Jan Šultys z Felsdorfu 6. Maxmilián Hošťálek z Javořice 7. Jan Kutnauer ze Sonenštejna 8. Simeon Sušický ze Sonenštejna 9. Nathanaél Vodňanský z Uračova 10. Václav Maštěrovský z Jizbice 11. Jindřich Kozel z Peclinovce 12. Ondřej Kocour z Votína 13. Jiří Řečický 14. Michal Witmann 15. Simeon Vokáč z Chyš 16. Leander Rüppel z Ruppachu 17. Jiří Hauenšild z Fürstenfeldu |

Martin Fruwein z Podolí era nella lista di coloro che dovevano essere giustiziati, ma venne trovato morto prima dell'esecuzione.